# العلاقات البوليفية الفنلندية
العلاقات البوليفية الفنلندية هي العلاقات الثنائية التي تجمع بين بوليفيا وفنلندا.

## مقارنة بين البلدين
هذه مقارنة عامة ومرجعية للدولتين:
| وجه المقارنة                                              | بوليفيا                                          | فنلندا                                                                               |
| --------------------------------------------------------- | ------------------------------------------------ | ------------------------------------------------------------------------------------ |
| المساحة (كم2)                                             | 1.10 مليون                                       | 338.42 ألف                                                                           |
| عدد السكان (نسمة)                                         | 11.05 مليون                                      | 5.52 مليون                                                                           |
| الكثافة السكانية (ن./كم²)                                 | 10.05                                            | 16.31                                                                                |
| العاصمة                                                   | سوكري، لاباز                                     | هلسنكي                                                                               |
| اللغة الرسمية                                             | اللغة الإسبانية، اللغة الأيمرية، كتشوا، غوارانية | اللغة الفنلندية، اللغة السويدية                                                      |
| العملة                                                    | بوليفاريو بوليفي                                 | يورو، ماركا فنلندية                                                                  |
| الناتج المحلي الإجمالي (بليون دولار)                      | 37.51 مليار                                      | 251.88 مليار                                                                         |
| الناتج المحلي الإجمالي (تعادل القوة الشرائية) بليون دولار | 74.58 مليار                                      | 231.84 مليار                                                                         |
| الناتج المحلي الإجمالي الاسمي للفرد دولار أمريكي          | 3.08 ألف                                         | 42.31 ألف                                                                            |
| الناتج المحلي الإجمالي للفرد دولار أمريكي                 | 6.63 ألف                                         | 40.68 ألف                                                                            |
| مؤشر التنمية البشرية                                      | 0.662                                            | 0.883                                                                                |
| رمز المكالمات الدولي                                      | +591                                             | +358                                                                                 |
| رمز الإنترنت                                              | .bo                                              | .fi                                                                                  |
| المنطقة الزمنية                                           | 00                                               | ت ع م+02:00، ت ع م+03:00، أوروبا/هلسنكي ‏، توقيت شرق أوروبا، توقيت شرق أوروبا الصيفي ‏ |

## منظمات دولية مشتركة
يشترك البلدان في عضوية مجموعة من المنظمات الدولية، منها:
| علم المنظمة | اسم المنظمة                        | تاريخ انضمام بوليفيا | تاريخ انضمام فنلندا |
| ----------- | ---------------------------------- | -------------------- | ------------------- |
|             | الاتحاد البريدي العالمي            | ?                    | ?                   |
|             | مؤسسة التنمية الدولية              | 21 يونيو 1961        | 29 ديسمبر 1960      |
|             | منظمة حظر الأسلحة الكيميائية       | ?                    | ?                   |
|             | منظمة التجارة العالمية             | 12 سبتمبر 1995       | 1995                |
|             | الأمم المتحدة                      | 14 نوفمبر 1945       | 14 ديسمبر 1955      |
|             | وكالة ضمان الاستثمار متعدد الأطراف | 3 أكتوبر 1991        | 28 ديسمبر 1988      |
|             | منظمة الشرطة الجنائية الدولية      | ?                    | ?                   |
|             | مؤسسة التمويل الدولية              | 20 يوليو 1956        | 20 يوليو 1956       |
|             | الاتحاد الدولي للاتصالات           | 1 يونيو 1907         | 1 سبتمبر 1920       |
|             | البنك الدولي للإنشاء والتعمير      | 27 ديسمبر 1945       | 14 يناير 1948       |
|             | يونسكو                             | 13 نوفمبر 1946       | 10 أكتوبر 1956      |

## وصلات خارجية
- موقع وزارة الخارجية البوليفية
- موقع وزارة الخارجية الفنلندية